# وینچنزو انجلو
وینچنزو انجلو (انگلیسی: Vincenzo D'Angelo; ۲۲ ژانویهٔ ۱۹۵۱ – ۶ فوریهٔ ۲۰۰۸) بازیکن واترپلو اهل ایتالیا بود.